# 近川駅
近川駅（ちかがわえき）は、青森県むつ市大字奥内（おくない）字近川にある、東日本旅客鉄道（JR東日本）大湊線の駅。

## 歴史
- 1921年（大正10年）9月25日：開業[2]。
- 1972年（昭和47年）3月15日：貨物の取り扱いを廃止し[3]、無人化[4]。
- 1987年（昭和62年）4月1日：国鉄分割民営化によりJR東日本の駅となる[2]。
- 2024年（令和6年）10月1日：えきねっとQチケのサービスを開始[1][5]。

## 駅構造
単式ホーム1面1線を有する地上駅である。元々は相対式ホーム2面2線だったが、旧2番線（下り線）の線路は撤去され、旧1番線（上り線）のみ使用されている。
青森駅管理の無人駅である。駅員無配置化されたのち、地元の農協が受託し乗車券販売を行っていた。

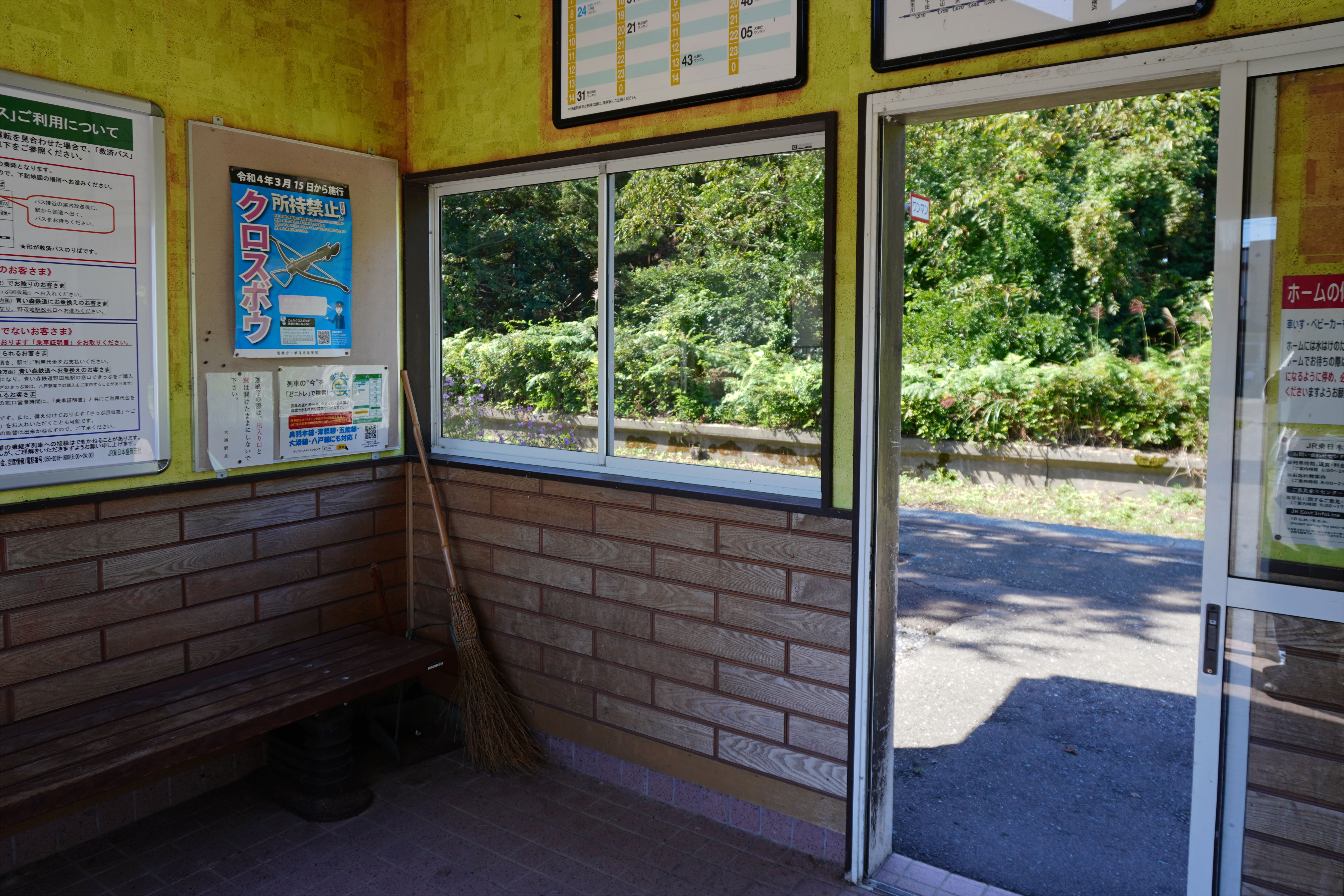
駅舎内（2024年9月）
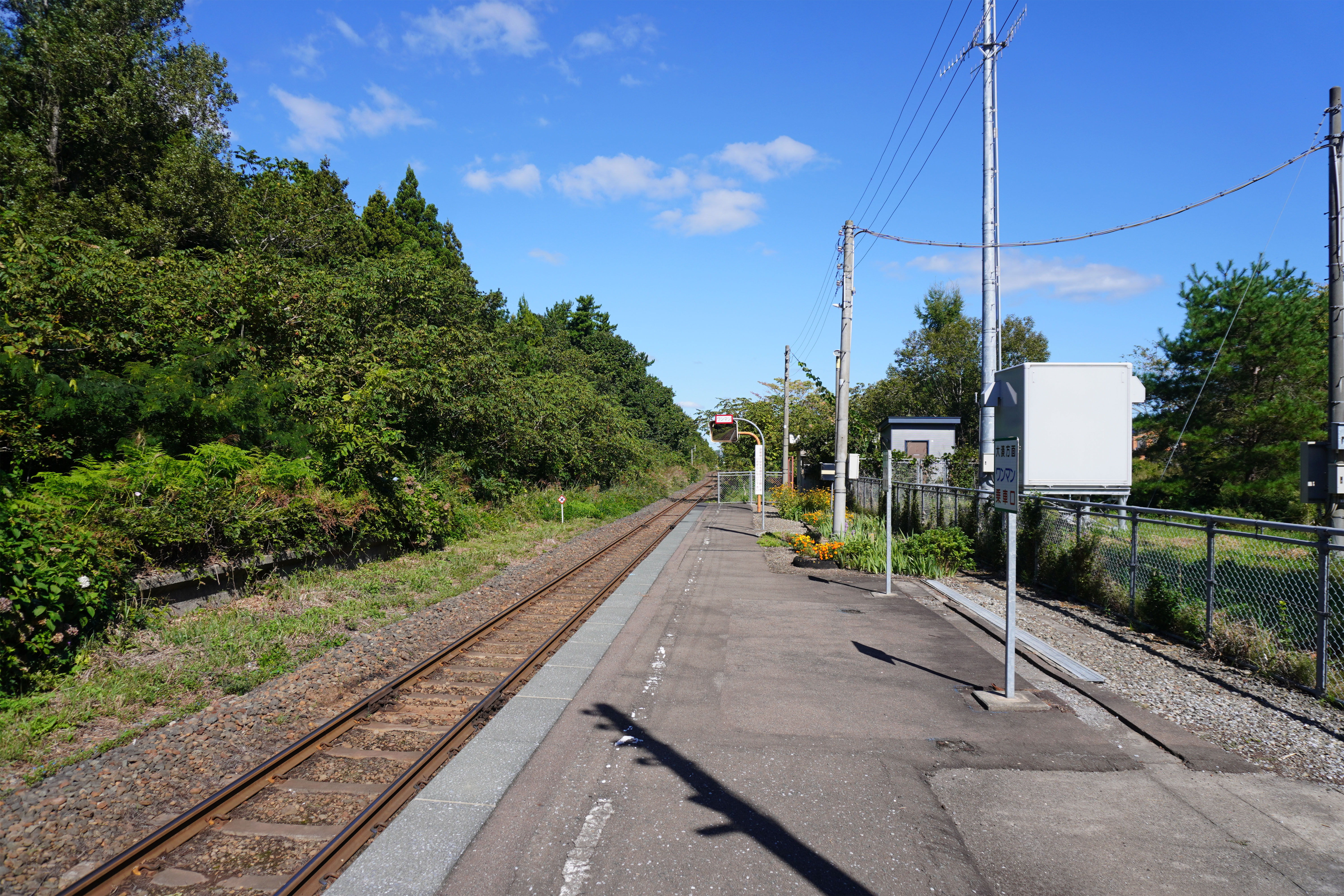
ホーム（2024年9月）

## 駅周辺
駅付近には青森県道7号線と分岐する交差点があり、その県道を東へ進むとトントゥビレッジ（東通原子力発電所PR施設）に至るが、同施設は駅からやや遠い所にある。駅から西へ進むと陸奥湾に至る。
- むつ警察署近川駐在所
- 近川駅前郵便局
- 青森県立むつ養護学校
- 海上自衛隊 大湊システム通信隊近川受信所
- 国道279号
- 青森県道7号むつ東通線

なお、近隣に浜奥内海水浴適地があったが、利用者が減少し監視員の確保も困難になったことから、2024年度（令和6年度）以降は海水浴場としては開設中止（閉鎖）となった。

## 隣の駅
東日本旅客鉄道（JR東日本）
■大湊線
□快速「しもきた」（一部列車のみ停車）
陸奥横浜駅 - 近川駅 - 下北駅
■普通
有畑駅 - 近川駅 - 金谷沢駅